# Union-Brauerei (Bremen)

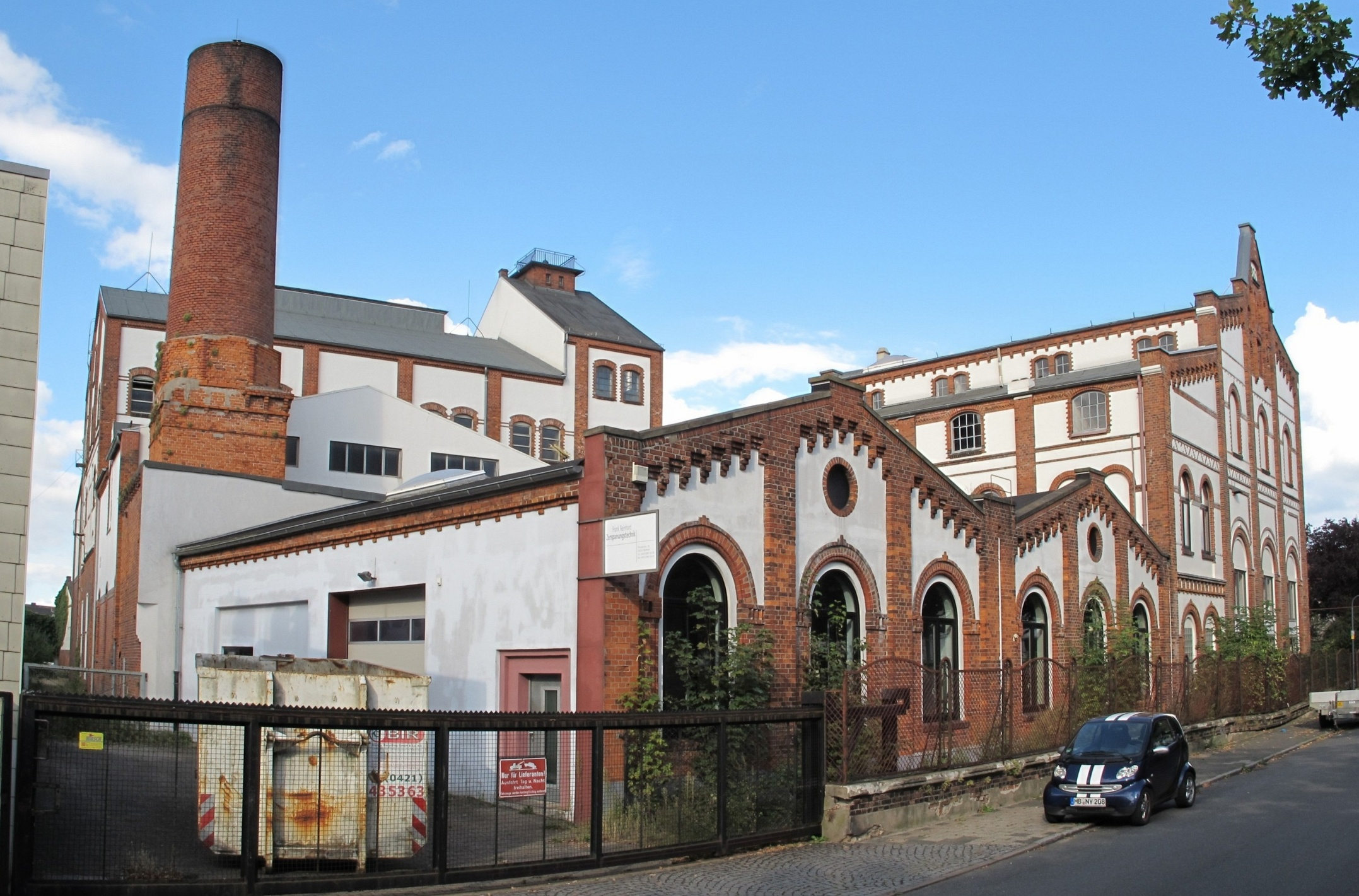
Union-Brauereigebäude in Bremen-Walle (2014)

Die Union-Brauerei ist eine 1907 von Bremer Gastwirten gegründete Brauerei, die 1965 von der Haake-Beck AG übernommen und 1968 geschlossen wurde. Im Dezember 2015 wurde der um ein gastronomisches Angebot erweiterte Betrieb wieder aufgenommen. Die neuen Betreiber sind der Architekt Lüder Kastens und der ehemalige Geschäftsführer der Bremer Brauerei Beck & Co. Markus Zeller. 
Seit 2014 stehen das Hauptgebäude (Sudhaus, Maschinen- und Kesselhaus und Kellerei) als Einzeldenkmal und das die Remise einschließende Ensemble unter Denkmalschutz.

## Geschichte

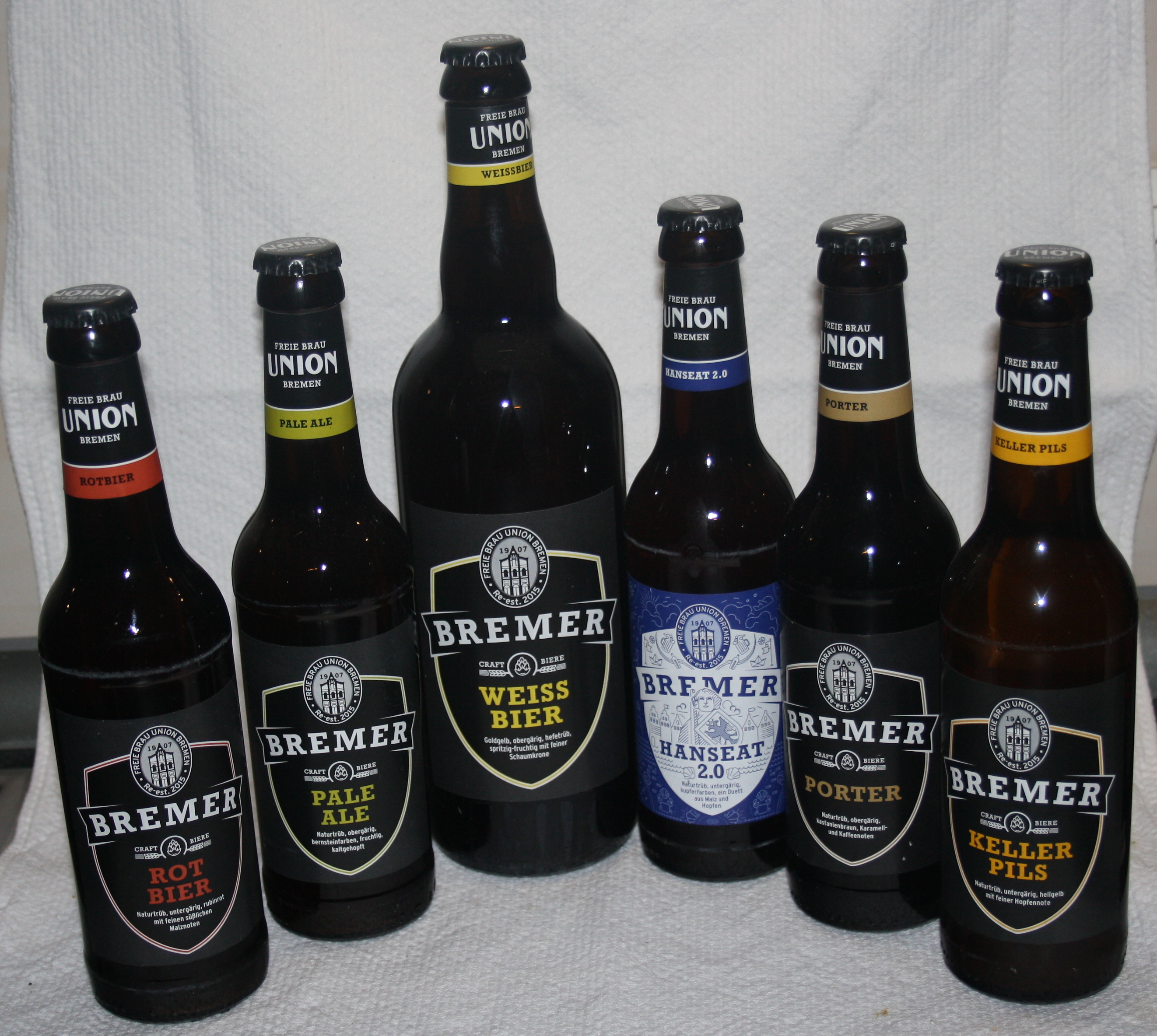
Bierauswahl

Bremer Gastwirte gründeten 1907 im Osterfeuerbergviertel in Bremen-Walle eine Brauerei, der sie den Namen „Union“ gaben. Ihre Betriebsgenehmigung erhielten sie am 13. Juni 1907. Bis zum März 1908 ließen sie  auf einem Eckgrundstück der heutigen Holsteiner Straße und der Theodorstraße ein Sudhaus mit einer Wohnung für den Braumeister, ein Maschinen- und Kesselhaus, ein Kellereigebäude mit vorgelagertem Gebäude der Flaschenabfüllung (Kontor), sowie ein Kutschen- und Stallgebäude errichten. Die Brauerei wurde bis 1923 als GmbH und ab dem 20. September 1923 als Aktiengesellschaft betrieben. 
Die wirtschaftliche Entwicklung verlief positiv. Im Zweiten Weltkrieg wurde nach einem Luftangriff vom 18. August 1944 vorübergehend das 16. Polizeirevier im Verwaltungsgebäude der Brauerei untergebracht, bevor dieses und die Picherei am 24. Februar 1945 durch eine Sprengbombe zerstört wurden. Man behalf sich mit dem Bau einer Bürobaracke aus Altholz. Bereits 1945 wurde der Betrieb, zunächst noch unter US-amerikanischer Militärverwaltung, wieder aufgenommen, und schnell knüpfte das Unternehmen wieder an alte Erfolge an. Die Brauerei war rund um die Uhr in Betrieb, ihre Kutscher belieferten Gaststätten in der Umgebung mit frischem Bier und kehrten oft erst nachts zurück.
1964 wurde die Union-Brauerei AG wieder zu einer GmbH gewandelt, bevor sie ein Jahr später in die Haake-Beck AG überführt wurde. Noch 1967/1968 wurde ein Lastenaufzug in das Turmgebäude eingebaut, die Brauerei jedoch noch 1968 geschlossen. Auf dem Betriebsgelände, dessen Gebäude erhalten blieben, siedelten sich neben einer Spedition mehrere Kleinbetriebe an.
Lüder Kastens und Markus Zeller gaben 2014 bekannt, dass sie auf dem Gelände der alten Brauerei die Marke Union wiederbeleben wollen. Neben alten und neuen Biersorten nach Art der Craft-Biere wird auch Gastronomie, Brauereibesichtigungen und -führungen, Bierseminare, „Brauen für Frauen“ usw., geboten.
Außerdem gibt es eine Kaffeerösterei. Mit der Entkernung und Renovierung der alten Gebäude wurde im Sommer 2014 begonnen; die Eröffnung erfolgte am 19. Dezember 2015. Das Architekturbüro Kastens+Siemann wurde für den Umbau und die Revitalisierung des Denkmalensembles im Rahmen des Bremer Denkmalpflegepreises 2016 mit einer Anerkennung ausgezeichnet.

## Denkmalschutz
„Im Stadtgebiet Bremens ist die Union-Brauerei für den Zeitabschnitt vor dem 1. Weltkrieg ein seltenes und gelungenes Beispiel einer repräsentativen Industriearchitektur. Am Gebäudekomplex der Union-Brauerei läßt sich die Herstellung des Bieres zu Beginn des 20. Jahrhunderts bildhaft nachvollziehen. Sie ist ein für die Brauereigeschichte Norddeutschlands bedeutendes, hinsichtlich der Baulichkeiten selten gut erhaltenes Beispiel einer kleinen Brauerei der frühen 20. Jahrhunderts, Zeugnis der örtlichen Industriegeschichte und zusammen mit den benachbarten Schulbauten das Zentrum des Ortsteils Osterfeuerberg.“